# Nedim Gürsel
Nedim Gürsel (Gaziantep, 5 de abril de 1951) es un escritor turco. 

## Biografía
Comenzó a publicar textos en revistas turcas antes de ingresar a la universidad. Tras graduarse en la Galatasaray High School, en 1970, estudió en la Sorbona, donde en 1974 se graduó del Departamento de Literatura Moderna francesa. Después, en 1979, obtuvo un doctorado en literatura comparada con una tesis sobre Louis Aragon y Nazim Hikmet. Volvió a Turquía, pero debido a los disturbios de 1980 decidió regresar a Francia. 
En 1976, Gürsel publicó Un verano sin fin, colección de relatos por la que obtuvo el premio de la Academia de la Lengua de Turquía, uno de los más importantes del país. 
Después del golpe de Estado de 1980, un tribunal militar acusó a la colección de Gürsel de representar una calumnia al ejército turco y más tarde los militares turcos censuraron la novela La primera mujer. Aunque los cargos contra Gürsel fueron desestimados, tuvieron como consecuencia que ambos libros no estuvieran disponibles en Turquía durante varios años.
Después de que Gürsel publicara en 2008 Las hijas de Alá, las autoridades turcas acusaron al escritor de insultar a la religión, pero en junio de 2009, un tribunal de Estambul lo absolvió.
Gürsel es miembro fundador del Parlamento Internacional de Escritores. Naturalizado francés, enseña literatura turca contemporánea en la Sorbona y trabaja como director de investigación en Literatura turca en el Centro Internacional Francés de Investigación Científica (CNRS).

## Obras
- Kadinlar Libro (El libro de las mujeres), 1975
- Uzun Sürmüs Bir Yaz (Un largo verano), relato, 1976
- Cic Kadin, 1986 — La primera mujer, novela, con prólogo de Juan Goytisolo; traducida del francés por Carmen Artal, Ediciones Martínez Roca, Barcelona, 1988
- Sevgilim Estambul (Estambul, mi amor), 1986
- Hijo Tramvay (El Último Tranvía), 1991
- Saint Nazaire Günlügü (El periódico de Saint-Nazaire), 1995
- Bogazkesen, Fatih in Romani, 1995 — La novela del conquistador, Alianza 2007
- Balkanlara Dönüs (El retorno de los Balcanes), 1995
- Nâzim Hikmet ve Geleneksel Türk Yazisi (Nazim Hikmet, turcos y de la literatura popular), 2000
- Yasar Kemal (Yachar Kemal, la novela de una transición), 2000
- Aragón: Baskaldiridan Gerçege (El movimiento perpetuo de Aragón), 2000
- Resimli Dünya, 2004 — Los turbantes de Venecia, novela; trad.: Rafael Carpintero Ortega, Alianza Editorial, 2005
- İzler ve Gölgeler, 2005 — De ciudad en ciudad. Sombras y huellas, ensayo, traducido del francés por Carmen y María Dolores Torres; Alianza, 2011
- Sag Saglim Kavussak, Çocukluk Yillari (En el país de los peces en cautiverio. Un turco de la infancia), 2004
- Allah in Kizlari, 2008 — Las hijas de Alá, novela, traducida del francés por Carmen y María Dolores Torres; Alianza, 2009
- Şeytan, Melek ve Komünist, 2011 — El ángel rojo, novela, traducida del francés por Carmen y María Dolores Torres; Alianza Editorial, 2014
- Yüzbaşının Oğlu, 2014 — El hijo del capitán, novela, traducida del francés por María Dolores Torres; Alianza, 2017

## Premios
- Premio de la Academia de la Lengua 1977 (Turquía)
- Premio Abdi Ipekçi 1986 por su contribución al acercamiento de los pueblos griego y turco
- Premio a la Libertad 1986 (PEN Club francés)
- Haldun Taner Cita 1987 (con Tomris Uyar y Murathan Munhan)
- Premio al mejor escenario 1990 otorgado por Radio Francia Internacional
- Placa de Oro del Premio Struga 1992
- Francia-Turquie Premio Fernand Rouillon 2004 (Francia-Turquía)
- Caballero de las Artes y las Letras (2004, otorgado por el Arte y la Literatura de Caballería por el Ministerio de Cultura de Francia)
- Premio Méditerranée 2013 por La primera mujer (Francia)